# Carl Wilhelm (Regisseur)
Carl Wilhelm, gebürtig Edmund Karl Wilhelm (* 9. Februar 1872 in Wien, Österreich-Ungarn; † September 1936 in London), war ein  österreichischer Schauspieler, Filmregisseur und Drehbuchautor.

## Leben
Wilhelm begann seine Bühnenkarriere 1899 in Graz. Seine Laufbahn führte ihn nach Znaim (1900), Düsseldorf (1901) und Berlin (1902). Im Jahr 1905 wurde er als 1. Held und Liebhaber vom Wiener Burgtheater engagiert. 1907/08 spielte er auch unter Max Reinhardt in Berlin.
Zu seinem Repertoire gehörten die Titelfiguren in Goethes Faust und Egmont, Der Graf von Essex von Antonio Coello sowie Der Pfarrer von Kirchfeld von Ludwig Anzengruber.
Als Schauspieler und Hilfsregisseur näherte er sich schließlich dem neuen Medium Film. Bald konzentrierte er sich ganz auf die Regie. Nach seinem Erstlingswerk, dem für Produzent Oskar Messter 1909 gedrehten Kurzdokumentarfilm Ein vergnügter Wintertag im Berliner Grunewald, arbeitete Wilhelm für eine Vielzahl weiterer Berliner Produktionsfirmen. So drehte er in der Zeit vor dem Ersten Weltkrieg für die Deutsche Mutoskop- und Biograph GmbH in Lankwitz und die BB-Film-Fabrikation Bolten-Baeckers in Steglitz eine Reihe von Komödien mit dem Stummfilmstar Leo Peukert in der Hauptrolle.
Seine beiden 1913 und 1914 gedrehten Komödien mit Ernst Lubitsch waren sehr erfolgreich; noch 1919 schrieb ein Kritiker mit Bezug auf die erste der beiden: „Die Firma heiratet und Meyer aus Berlin sind unsere besten Lichtspiele nach wie vor.“
1915 war er mit seiner Cewe-Films und später mit der Carl Wilhelm-Film GmbH (1920–1923) und der Carwil-Film GmbH als sein eigener Produzent tätig. An der Gründung der Carl Wilhelm-Film AG im Dezember 1922 war er als Aktionär beteiligt, Vorstand wurde Dr. Paul Dienstag. Er selbst wurde im Juni 1923 Vorstandsmitglied. Im selben Monat wurde er zudem Mitgründer und Mitglied des Aufsichtsrats bei der West Filmateliers Aktiengesellschaft.
Bis zum Ende der Stummfilmzeit blieb Carl Wilhelm ein vielbeschäftigter Regisseur.
Nach der Machtübergabe an die Nationalsozialisten 1933 kehrte Wilhelm, der jüdischer Herkunft war, nach Wien zurück. Er war der Vater der Drehbuchautoren Hans Wilhelm und Wolfgang Wilhelm. Im Oktober 1935 reiste er aus Wien ab, emigrierte zu seinem Sohn Wolfgang nach London und verstarb im Jahr darauf.

## Filmografie
Regisseur
- 1909: Ein vergnügter Wintertag im Berliner Grunewald – auch Darsteller
- 1911: Leibeigenschaft
- 1912: Der abgeführte Liebhaber
- 1912: Brüderchens Heldentat
- 1912: Das elfte Gebot: Du sollst nicht stören Deines Nächsten Flitterwochen
- 1912: Die Hand des Schicksals – Regie gemeinsam mit Heinrich Bolten-Baeckers
- 1912: Leo, der Witwenfreund / Leo als Witwenfreund
- 1912: Mama: Roman aus dem Leben einer Schauspielerin
- 1912: Die Nachbarskinder – Regie gemeinsam mit Heinrich Bolten-Baeckers
- 1912/13: Leo, der schwarze Münchhausen
- 1913: Die Kunstschützin – auch Darsteller; Regie gemeinsam mit Heinrich Bolten-Baeckers
- 1913: Der Shylock von Krakau – auch Darsteller
- 1913: Tangofieber
- 1913/14: Die Firma heiratet
- 1914: Fräulein Leutnant – auch Drehbuch
- 1914: Fräulein Feldgrau – auch Drehbuch
- 1914: Die Marketenderin – auch Drehbuch
- 1914: Der Stolz der Firma
- 1915: Frau Annas Pilgerfahrt – auch Drehbuch und Produktion
- 1915: Der Barbier von Filmersdorf – auch Drehbuch
- 1915: Berlin im Kriegsjahr (im Auftrag des Vereins der Zentralstelle für den Fremdenverkehr produzierter Dokumentarfilm)
- 1915: Carl und Carla
- 1916: Sami, der Seefahrer
- 1916: Ein Zirkusmädel
- 1917: Der Viererzug
- 1917: Albert läßt sich scheiden
- 1917: Doktor Lauffen
- 1917: Az elátkozott család
- 1917: Fabricius úr leánya
- 1917: Fekete gyémántok
- 1918: A Gazdag szegények
- 1918: A Szerelem bolondjai
- 1919: Die Himmelskönigin / Du meine Himmelskönigin – auch Drehbuch
- 1919: Die Pflicht zu leben
- 1919: Prinzessin Tatjana oder Wenn ein Weib den Weg verliert
- 1920: Der gelbe Tod (2 Teile)
- 1920: Anständige Frauen
- 1920: Die Augen der Welt – auch Drehbuch und Produktion
- 1920: Das Götzenbild der Wahrheit
- 1920: Der langsame Tod / Die nach Liebe schmachten – auch Drehbuch und Produktion
- 1920: Die Sippschaft – auch Drehbuch und Produktion
- 1920/21: Das Haus der Qualen – auch Drehbuch, Produktion
- 1921: Das gestohlene Millionenrezept – auch Produktion
- 1921: Landstraße und Großstadt / Musikanten des Lebens – auch Produktion
- 1921: Der Liebling der Frauen – auch Produktion
- 1921: Perlen bedeuten Tränen / Tragische Abenteuer des Japaners Dr. Rao
- 1921: Unrecht Gut
- 1921/22: Menschenopfer
- 1922: Lumpaci Vagabundus / Der böse Geist Lumpaci Vagabundus – auch Drehbuch
- 1924: Soll und Haben – auch Drehbuch
- 1925: Nick, der König der Chauffeure
- 1925: Die vertauschte Braut
- 1926: Die dritte Eskadron – auch Drehbuch
- 1926: Mikoschs letztes Abenteuer – auch Drehbuch
- 1926: Wenn der junge Wein blüht – auch Drehbuch
- 1927: Es zogen drei Burschen … / Drei Seelen – ein Gedanke / Eine verliebte Garnison
- 1928: Die Pflicht zu schweigen – auch Drehbuch
- 1928: Kaczmarek
- 1928/29: Der Zigeunerprimas – auch Drehbuch
- 1929: Drei machen ihr Glück
- 1929: Ruhiges Heim mit Küchenbenutzung / Das Mädel von der Operette – auch Drehbuch
- 1930: Die Firma heiratet

Sonstiges
- 1910: Hexenlied (mit Henny Porten; Regie: Franz Porten) – Darsteller
- 1910: Die Vernunft des Herzens (Regie: Charles Decroix) – Darsteller
- 1910: Pro patria. Ein Unterseebootsfilm (mit Leo Peukert; Regie: Charles Decroix) – Regieassistent
- 1911: Vater und Sohn (Regie: Walter Schmidthässler) – Darsteller
- 1911: Das Herz einer Gattin (Regie: Charles Decroix) – Darsteller
- 1913: Eine venezianische Nacht (Regie: Max Reinhardt) – Regieassistent
- 1932: Im Bann des Eulenspiegels (Regie: Frank Wisbar) – „Kollektiv-Leitung“ gemeinsam mit Herbert Ephraim
- 1935: J'aime toutes les femmes (Regie: Carl Lamač) – Produktions-Assistent